# Yannick Berner
Yannick Berner (* 22. November 1992 in Aarau AG) ist ein Schweizer Betriebswirt und Politiker. Er ist Mitglied des Grossen Rats des Kantons Aargau (FDP.Die Liberalen).

## Leben
Berner wuchs mit seiner Schwester und seinem Zwillingsbruder in Aarau auf. Nach dem Gymnasium an der Alten Kantonsschule Aarau und einem Austauschjahr in Hongkong studierte er Betriebswirtschaft an der Universität St. Gallen, der Neoma Business School (Rouen) und der London School of Economics and Political Science.
Berner ist Mitglied der Geschäftsleitung im produzierenden Familienunternehmen, der URMA AG in Rupperswil. Als Director Digital & Marketing leitet er die digitale Transformation und die internationale Vermarktung der im Aargau entwickelten und hergestellten Präzisionswerkzeuge. Seine Mutter stammt aus Hongkong.
Berner wohnt in Aarau.

## Politischer Werdegang
Im November 2017 wurde Berner ins Aarauer Stadtparlament (Einwohnerrat) gewählt. Seit Ende 2018 leitet er die FDP-Fraktion im Einwohnerrat als Fraktionspräsident. Bis 2019 war er Mitglied der städtischen Finanz- und Geschäftsprüfungskommission. Bei den kantonalen Wahlen 2020 wurde Berner ins Aargauer Kantonsparlament gewählt und 2024 wieder gewählt. Er ist mit 27 Jahren der jüngste gewählte Grossrat der Legislatur. Er nahm Einsitz in der kantonalen Geschäftsprüfungskommission.